# Jabaran
Jabaran is een bestuurslaag in het regentschap Sidoarjo van de provincie Oost-Java, Indonesië. Jabaran telt 2813 inwoners (volkstelling 2010).